# Волков, Святослав Семёнович
Святосла́в Семёнович Во́лков (30 июня 1921 года, Гатчина — 11 января 1996 года, Санкт-Петербург) — советский и российский лингвист, специалист в области исторической лексикологии и истории русского языка. Доктор филологических наук (1981), профессор (1985) ЛГУ.

## Биография
Родился в г. Гатчина Петроградской губернии. С 1923 года семья жила в Петрограде.
Окончил в 1939 г. среднюю школу в Ленинграде, поступил в Ленинградский кораблестроительный институт, но осенью того же года был призван в Красную армию, участвовал в войне с Финляндией, проходил службу на Украине, на западной границе СССР.
С весны 1944 г. С. С. Волков участвует в боях за Тернополь, Львов, в операции на Сандомирском плацдарме. В начале 1945 г. был отозван на государственную проверку, которую проходил сначала в Германии и Польше, а потом в спецлагере в Коми АССР. Только в октябре 1946 г. он был полностью реабилитирован, демобилизован и возвратился в Ленинград.
В октябре 1946 года С. С. Волков был принят на отделение русского языка и литературы филологического факультета ЛГУ. Со 2-го курса занимался по специальности русский язык и славистика у Ю. С. Сорокина и Б. А. Ларина и по древнерусской литературе — у М. О. Скрипиля и И. П. Ерёмина. В 1951 году под руководством Б. А. Ларина написал дипломную работу на тему «Развитие словарного состава русского языка в XVII в. (по материалам деловой письменности)», направлен на работу старшим преподавателем на кафедру русского языка воинской части № 81303, где работал до декабря 1956 года.
В 1956 году продолжил под руководством Б. А. Ларина работу над кандидатской диссертацией «Изменения в лексике делового языка Московской Руси первой трети XVII в.», которую защитил в 1962 году.
Два года (1965—1967) он работал в Польше в Лодзинском университете, где организовал отделение русского языка и литературы и руководил кафедрой русского языка. В 1968—1979 гг. возглавлял преподавательский коллектив на летних курсах русского языка для преподавателей и студентов-русистов вузов Польши.
В 1981 году защитил докторскую диссертацию в ИРЯ РАН на тему «Лексика и фразеология русских челобитных XVII в.». С 1983 по 1986 год С. С. Волков заведовал кафедрой русского языка в Военном институте физической культуры. В 1985 году был утвержден в звании профессора.

## Основные труды
- Волков С. С. Лексика русских челобитных XVII века. Формуляр, традиционные этикетные и стилевые средства. — Л.: Изд-во Ленинградского ун-та, 1974. — 164 с.
- Волков С. С. Стилевые средства деловой письменности XVII века. — СПб., 2006. — 340 с.
- Волков С. С. (в соавторстве). Лексика и фразеология "Моления" Даниила Заточника. — Л.: ЛГУ, 1981.